# Spreetaler See

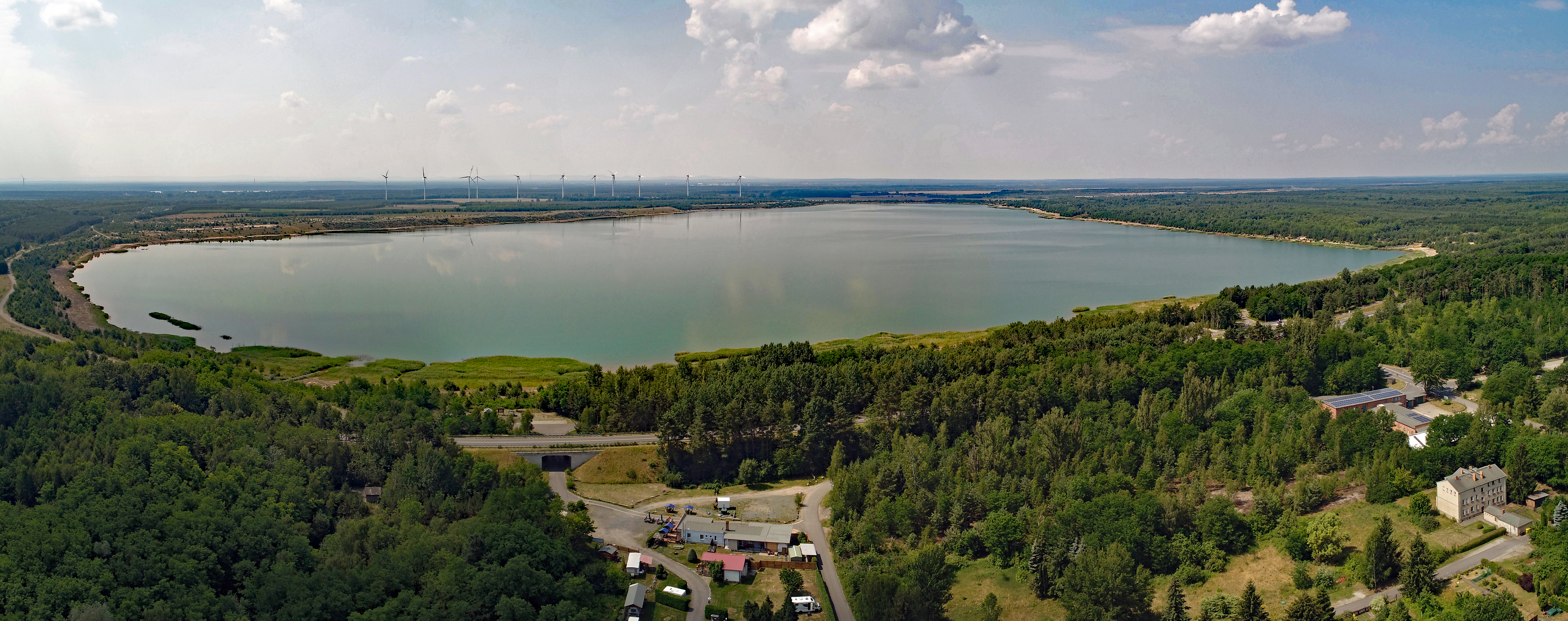
Luftbild 2018 (Blick vom Zeltplatz Spreetal aus)

Der Spreetaler See, obersorbisch Sprjewinodołski jězor, ist ein neu entstehender See in der Lausitzer Seenkette und befindet sich auf dem Gebiet des Freistaates Sachsen in der Oberlausitz nahe Spreetal, unmittelbar an der Grenze zu Brandenburg.
Das Volumen des Sees umfasst 97 Mio. m³. Der pH-Wert des Wassers liegt bei 6,5. Eine Besonderheit des Spreetaler Sees war die Freigabe des gesamten Sees für motorisierten Wassersport (u. a. „Speedboote“) seit dem 15. Juli 2010. Inzwischen wurden der See und sein weiteres Umfeld zum Sperrgebiet erklärt. Am Nordwest- und Nordufer sollte ein Wassersportzentrum eingerichtet werden. Außerdem war geplant, das Areal nördlich der Bundesstraße 97 um ein Feriencenter zu ergänzen. Eine weitere wassertouristische Anlage war am Südwestufer des Sees geplant, welche den Namen „Spreetaler Terrasse“ tragen sollte. Über den Überleiter 1, einen 2750 Meter langen Kanal, wird der Spreetaler See mit dem Sabrodter See und über diesen mit dem Senftenberger See und somit mit dem Lausitzer Seenland verbunden.

## Lage
Der See entspricht im Wesentlichen dem ehemaligen Tagebau Spreetal-Nordost sowie zum Teil der daran angrenzenden Tagebaue Grube Brigitta und Spreetal. Er liegt nördlich von Hoyerswerda an der Bundesstraße 97 nahe dem Ort Spreetal, der Anfang des 20. Jahrhunderts als Bergarbeitersiedlung für die Grube Brigitta angelegt wurde und bei Weiterführung des Tagebaus Spreetal-Nordost überbaggert worden wäre.

## Geschichte
Die Geschichte des Spreetaler Sees ist an die Entwicklung des Braunkohlebergbaus im Raum Spreetal / Bluno gekoppelt. Das Tagebaufeld Spreetal umfasst die Tagebaue Spreetal, Bluno und Spreetal-Nordost. Im Jahr 1863 wurde die Lusatia Braunkohlenbergbau Gesellschaft gegründet. Sie begann im Jahr 1906 mit dem Aufschluss der Grube Hoffnung III, um unter anderem die Spremberger Textilfabriken mit billiger Kohle zu versorgen. Unmittelbar neben der Grube Hoffnung III wurde im Jahr 1915 die Grube Brigitta erschlossen, die neben den Tuchfabriken das Kraftwerk Trattendorf und die Brikettfabrik Spreetal versorgte. 1948 wurde Brigitta in Spreetal umbenannt. Aus dem Tagebau Spreetal fuhr 1983 der letzte Kohlezug. Die Kohleförderung wurde in dem drei Jahre zuvor aufgeschlossenen Tagebau Spreetal-Nordost fortgesetzt und wegen des enormen Rückganges des Rohbraunkohlenbedarfes 1991 eingestellt, was Gerhard Gundermann in dem Lied Brigitta autobiografisch verarbeitete. Die Kohlereserven waren bis dahin allerdings noch nicht erschöpft. Nach erfolgter Sanierung wurde 1998 mit der Flutung des Sees begonnen: Aus dem Tagebau Spreetal-Nordost entsteht der Spreetaler See, während aus dem Tagebau Spreetal durch die teilweise Verfüllung mit Abraum aus dem Tagebau Scheibe der Bergener See, der Sabrodter See, der Neuwieser See und der Blunoer Südsee entstehen. Seit 1998 wurden über 21 Millionen Kubikmeter Eisenhydroxidschlamm in den See eingespült.

## Daten im Endzustand
- Wasserfläche: 314 ha
- Speichervolumen: 97 Mio. m³
- Wasserspiegelhöhe: 108 m über NN
- Wassertiefe: 50 m
- Flutung: 1998 bis 2015 (weiterer Anstieg durch Grundwasser)

## Der Überleiter 1
Der Überleiter 1 verbindet den Spreetaler See mit dem Sabrodter See. Er wurde 2015 bauseitig fertiggestellt. Über eine Länge von 2750 Metern überwindet er bei einer Wassertiefe von 3,50 Metern einen Höhenunterschied von vier Metern zum tiefer liegenden Sabrodter See. Dazu wurde eine 29,40 Meter lange Schleuse gebaut, die allerdings noch nicht in Betrieb gegangen ist (Stand 2018). Die LMBV errichtet außerdem eine Brücke über den Kanal, Spannweite 34,20 Meter.